# Ang Nan
Ang Nan ou Ang Non (II) (1654- mort en 1691) régent  du Cambodge  en  1674  sous le nom de « Padumaraja » puis prétendant au trône de 1682 à 1689.

## Biographie
Fils du prince Ang Em ou Ang Im  (né en 1636 mort dans un combat naval contre les vietnamiens en 1658) il est de ce fait un  petit-fils du régent  Outey.
En 1674 son oncle Ang Tan  avait envahi le sud du Cambodge à la tête d’une armée vietnamienne. Cette expédition s’était  soldée par la défaite et la mort du jeune roi Kaev Hua II. Avant la fin de la même année Ang Tan succombe à son tour des suites d’une maladie. Avant de mourir il confie le commandement de son armée  son neveu le prince Ang Nan. Qui s’établit comme régent à  Oudong sous le nom de règne de « Padumaraja « 
Cinq mois plus tard une armée Khmère  sous le commandement du frère de Kaev Hua II le prince  Ang Sor le futur roi Chey Chettha IV  disperse le corps expéditionnaire vietnamien et le régent doit se réfugier au Vietnam.
En 1682 Ang Nan à la tête d’une armée recrutée parmi les réfugiés chinois partisans de la  Dynastie Ming qui s’étaient implantés au Cambodge avec des immigrés vietnamiens reprend la lutte contre  Chey Chettha IV.  Les Khmers surpris doivent abandonner les provinces de « Kan Kau » (Basak) et de « Trapeang » (Trà Vinh)  avant de reprendre l’offensive  en 1684 avec l’appui d’une armée de secours siamoise.
Ang Tan  tente en vain de gagner à sa cause le roi de Siam après quoi il obtient en 1688 du souverain de Hué  Hiên Vuong une nouvelle armée de 5 000 hommes. Une nouvelle fois battu Ang Nan se retire avec les vietnamiens. 
En 1689 Ang Nan, toujours appuyé par le Vietnam, fait une dernière tentative pour renverser Chey Chettha IV, qui doit négocier avec les envahisseurs et se reconnaître leur vassal. Ang Nan est autorisé à s’installer à Srey Santhor où il meurt à l’âge de 37 ans en 1691.

## Postérité
D’une épouse inconnue Ang Nan laisse un fils :
- Ang Em futur roi de Cambodge

## Sources
- Phoeun Mak, Dharma Po. « La deuxième intervention militaire vietnamienne au Cambodge (1673-1679) » dans: Bulletin de l'École française d'Extrême-Orient. Tome 77, 1988. p. 229-262.
- Phoen Mak, Dharma Po. « La troisième intervention vietnamienne au Cambodge (1679-1688) » Dans: Bulletin de l'École française d'Extrême-Orient. Tome 92, 2005. p. 339-381.
- Achille Dauphin-Meunier Histoire du Cambodge P.U.F Que sais-je ? n°916 Paris 1968.